# Maria Wasiak
Maria Wasiak (ur. 6 lipca 1960 w Radomiu) – polska prawniczka i urzędniczka samorządowa, radca prawny. W 1998 wicewojewoda radomska, w latach 2010–2011 p.o. prezesa zarządu, a następnie do 2012 prezes zarządu Polskich Kolei Państwowych, w latach 2014–2015 minister infrastruktury i rozwoju.

## Życiorys
Jest absolwentką VI Liceum Ogólnokształcącego im. Jana Kochanowskiego w Radomiu. Ukończyła studia prawnicze na Wydziale Prawa i Administracji Uniwersytetu Warszawskiego. Odbyła aplikację sądową, orzekała jako asesor sądowy, w 1990 została radcą prawnym. W latach 90. współtworzyła radomskie struktury ROAD i Unii Demokratycznej. Od 1994 do 1997 kierowała radą regionalną Unii Wolności w województwie radomskim.  W wyborach parlamentarnych w 1997 bez powodzenia ubiegała się o mandat poselski z listy UW w województwie radomskim (otrzymała 1837 głosów). Jest też absolwentką Wielkopolskiej Szkoły Biznesu przy Akademii Ekonomicznej w Poznaniu.
W 1998 była wicewojewodą radomskim, ostatnim w historii tego województwa. Następnie objęła stanowisko szefa gabinetu politycznego ministra transportu Tadeusza Syryjczyka. Po odejściu z administracji rządowej pełniła kierownicze funkcje w strukturach Polskich Kolei Państwowych, m.in. dyrektora projektu (2000–2001), prezesa zarządu PKP Przewozy Regionalne (2001–2002), dyrektora Biura Prywatyzacji oraz członka zarządu, dyrektora promocji i spraw społecznych PKP.
30 grudnia 2010, po odwołaniu ze stanowiska prezesa PKP Andrzeja Wacha, została pełniącą obowiązki prezesa tej spółki. W maju 2011 została powołana na prezesa zarządu PKP. Odwołano ją w kwietniu 2012, powierzając jej jednocześnie stanowisko członka zarządu. Do września 2014 była wiceprezesem tego przedsiębiorstwa. Została także wiceprzewodniczącą Wspólnoty Kolei Europejskich oraz Zarządców Infrastruktury Kolejowej w Brukseli, członkinią Rady Wykonawczej Międzynarodowego Związku Kolei w Paryżu oraz członkinią konferencji dyrektorów generalnych kolei Organizacji Współpracy Kolei w Warszawie.
22 września 2014 powołana na stanowisko ministra infrastruktury i rozwoju w rządzie Ewy Kopacz. Funkcję tę pełniła do 16 listopada 2015. W kwietniu 2016 objęła stanowisko zastępcy prezydenta Bydgoszczy Rafała Bruskiego; powierzono jej nadzór nad Wydziałem Funduszy Europejskich, Wydziałem Zintegrowanego Rozwoju, Zespołem ds. Zarządzania Energią oraz Miejską Pracownią Urbanistyczną. W maju 2023 została powołana na stanowisko sekretarza miasta stołecznego Warszawy. W tym samym roku weszła w skład rady nadzorczej spółki Veolia Energia Warszawa. W czerwcu 2024 została prezesem Szybkiej Kolei Miejskiej.